# Rattus nativitatis
Rattus nativitatis is een rat die voorkwam op de heuvels en in de bossen van Christmaseiland, ten zuiden van Java in de Indische Oceaan. Het is onduidelijk aan welke soort binnen Rattus deze soort verwant is en of hij zelfs maar tot Rattus behoort.
Het was een grote rat met zware, dikke poten, maar een kleine schedel. Het hele lichaam was donkerbruin. De rugvacht was lang, dik en hard. Hij had enorme klauwen, waarschijnlijk om te graven. De staart was donkerbruin, kort, dik en bijna naakt. De schubben waren driehoekig en zeer groot.
Dit dier leefde waarschijnlijk in kleine kolonies in holen. In 1903 is er voor het laatst één gezien. Mogelijk is hij uitgestorven door een ziekte die door geïntroduceerde ratten naar het eiland is gebracht. Ook de andere Rattus van Christmaseiland, Rattus macleari, is uitgestorven.